# Erling Jepsen
Pour les articles homonymes, voir Jepsen.
Erling Jepsen, né le 14 mai 1956 à Gram, au Danemark, est un auteur et dramaturge danois dont la production traite principalement de son temps de résidence à Gram et de la culture dans la région environnante du Jutland du Sud. 
Son roman Frygtelig lykkelig a été adapté dans le thriller néo-noir Terribly Happy (2008, Frygtelig lykkelig) réalisé par Henrik Ruben Genz et son roman autobiographique Kunsten à Græde i Kor a été adapté dans le film de 2006 The Art of Crying (L'Art de pleurer en chœur) réalisé par Peter Schønau Fog.